# Зандак
Зандак (чечен. Зандакъ) — село в Ножай-Юртовском районе Чеченской Республики. Административный центр Зандакского сельского поселения.

## География
Село расположено в бассейне реки Ярык-су, в горно-лесной местности, в 11 км к юго-востоку от районного центра — Ножай-Юрт и в 22 км к юго-западу от города Хасавюрт.

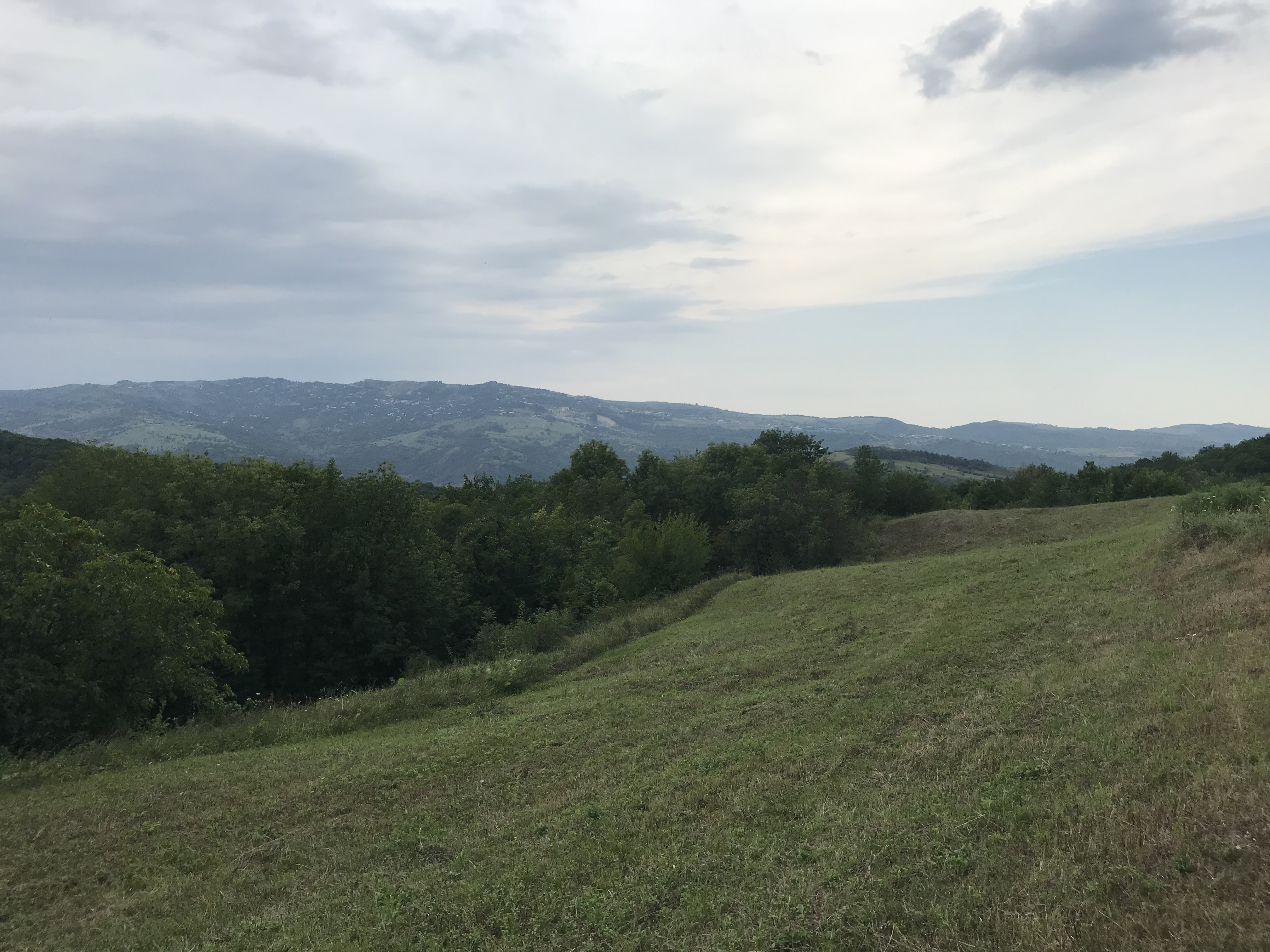
В окрестностях Зандака.

Ближайшие населённые пункты: на северо-востоке — сёла Гиляны и Чапаево, на востоке — село Татай-Хутор, на северо-западе — село Чурч-Ирзу, на юго-востоке — сёла Байтарки и Симсир, на юго-западе — село Чечель-Хи, на западе — село Мехкешты и на северо-западе — село Чурч-Ирзу.

## История

### В древности
В период с 1961 по 1965 годы В. И. Марковин проводил археологические исследования в данном регионе, в ходе которых были обнаружены и изучены различные памятники. К ним относятся Зандакский могильник, древние поселения Зандак 1 и 2.

### Позднее время
Селение упоминается в «Актах, собранных Кавказской комиссией» как ауховская деревня.
В период с 1944 по 1958 года, после депортации чеченцев и ингушей и ликвидации Чечено-Ингушской АССР, село носило название Дагбаш.
В 1995 году село Зандак было конечной точкой на пути следования автобусов с добровольцами-заложниками, которые выехали из больницы в Будённовске вместе с группой террористов во главе с Шамилём Басаевым. По словам, в то время депутата Госдумы РФ Валерия Борщёва глава администрации города Будённовска, тоже поехавший в качестве заложника, торопил остальных скорее выйти из автобусов, так как ожидался удар по террористам. Но никаких ударов ни бомбовых, ни ракетных, ни артиллерийских по группе Басаева не было.
В конце декабря 2003 года село серьёзно пострадало от оползня, который разрушил более 50 домов.

## Население
| 1990  | 2002  | 2010  | 2012  | 2013  | 2014  | 2015  |
| ----- | ----- | ----- | ----- | ----- | ----- | ----- |
| 3149  | ↗3541 | ↗5006 | ↗5070 | ↗5146 | ↗5169 | ↗5271 |
| 2016  | 2017  | 2018  | 2019  | 2020  | 2021  | 2023  |
| ↗5379 | ↗5458 | ↗5564 | ↗5691 | ↗5773 | ↗5910 | ↗6065 |
| 2024  |       |       |       |       |       |       |
| ↗6125 |       |       |       |       |       |       |

Национальный состав
По данным Всероссийской переписи населения 2010 года:
| № | Национальность | Численность, чел. | Доля    |
| - | -------------- | ----------------- | ------- |
| 1 | чеченцы        | 4 986             | 99,60 % |
| 2 | другие         | 20                | 0,40 %  |

## Образование
- Зандакская государственная средняя общеобразовательная школа № 1[26].
- Зандакская муниципальная средняя общеобразовательная школа № 1 имени С.Г Билимханова[27].

## Известные уроженцы
- Гази-Хаджи  — известный чеченский шейх, видный религиозный и политический деятель Северного Кавказа в XIX в.
- Алибек-Хаджи Алдамов — имам Чечни, предводитель восстания 1877 года[28].
- Авта Абдуллаевич Абдуллаев (1920—1987) — ветеран Великой Отечественной войны. Кавалер Ордена Славы. В честь А. А. Абдуллаева названа улица в селе и средняя общеобразовательная школа № 2.